# يقطوم ثلاثي الأوراق
يقطوم ثلاثي الأوراق (الاسم العلمي:Telephium triphyllum) هي نوع نباتي يتبع جنس اليقطوم من فصيلة القرنفلية.